# گونگوگی
گونگوگی (به پرتغالی: Gongogi) یک منطقهٔ مسکونی در برزیل است که در باهیا واقع شده‌است. گونگوگی ۱۹۵٫۳۹ کیلومتر مربع مساحت و ۶٬۹۸۵ نفر جمعیت دارد و ۱۱۵ متر بالاتر از سطح دریا واقع شده‌است.